# Kregolišče
Kregolišče je naselje v Občini Sežana.